# BlackHalo
O BlackHalo é um cliente de contrato inteligente o qual elimina o homem do meio, ou a confiança que é normalmente colocada sobre estranhos ao fazer transações. O BlackHalo foi o primeiro software de contrato completamente funcional do mundo. Oferece garantia entre depósitos feitos entre duas pessoas que não se conhecem sem a necessidade de uma terceira pessoa para o processo. Outras opções diferenciadas do BlachHalo incluem: contas conjuntas, um cliente de mensagem seguro que funciona com o gmail, carteiras multisig (abreviação de "multisignature" que se refere à necessidade de mais que uma chave para autorizar uma transação de bitcoin), entre outras características. Ele também permite iniciar transferências mundiais, de um computador pessoal para diretamente para a carteira de alguém - em qualquer lugar do mundo e sem a necessidade de uma companhia ou pessoa atuando como um intermediário. Dessa maneira, uma pessoa pode pagar outras sabendo que essas pessoas não podem quebrar o contrato devido ao depósito adiantado que cada parte fez para garantir o negócio. O BlackHalo foi lançado oficialmente em 4 de Julho de 2014.

## Características

### Contratos inquebráveis
BlackHalo é um dos únicos programas no mundo a oferecer contratos inquebráveis, seguros e inteligentes. Isso permite que uma pessoa concorde com, literalmente, qualquer coisa e saber com certeza que a outra parte do contrato vai honrar a palavra. Através do uso de depósito duplo, roubar se torna impossível e ainda por cima, não é necessário nenhuma garantia, nenhum homem do meio ou websites que detenham os fundos.

### Mercados descentralizados
O BlackHalo foi um dos primeiros programas do mundo a apresentar um mercado verdadeiramente descentralizado, senão o primeiro. É grátis, não possui taxas, árbitros e nem estornos. Permite trocas internacionais com qualquer pessoa, funcionando como uma combinaçãop de E-Bay, Alibaba e Odesk. Não existem servidores, nem inchaços. Pode-se dizer que existe uma economia inteira dentro do software.

### Multi criptomoedas
O software pode trocar de Bitcoin para Blackcoin através de apenas um clique de um botão. A integração do dólar americano permite que se pague quantias exatas de dólares através da sincronização com as taxas de câmbio. Isso torna o software mais fácil de usar e também mais divertido.

### Versatilidade na conversão de dinheiro
O BlackHalo é muito versátil com relação à conversão de dinheiro, permitindo que qualquer pessoa no mundo tenha acesso a criptomoedas. Ele é compatível com vários módulos de transferência financeiras, como MoneyGram, Cash, PayPal, Depósito Direto, Gift Cards, Western Union, além de cartões de crédito e outros módulos.

### Oportunidades de contratação e de emprego
O empregado deve trabalhar e o contratante deve pagar, isso seria simples se não houvesse desonestidade. Talvez o caso de uso mais poderoso de todos seja a habilidade de contratar sabendo que o trabalho será feito. As pessoas devem ser honestas sobre suas credenciais e não estofar suas horas, o que torna a terceirização algo perfeito, especialmente se considerar que um empregado terá certeza que será pago pelo seu trabalho e o dinheiro só será liberado se a condição do contrato for realizada, isto é, o empregado entregar os resultados necessários.

### Multisignature (em português, multiassinatura), segurança avançada
No BlackHalo, toda conta utiliza duas chaves. A conta de um usuário não é hackeável (isto é, nenhum hacker deve conseguir acessá-la), especialmente se duas localizações forem usadas utilizando o 2FA, two-factor authentication (em português, autenticação de dois fatores), que é um método de confirmar a identidade de um usuário através da utilização de uma combinação de dois componentes diferentes. É possível também esconder as chaves dentro de imagens dificultando a forma de encontrá-las, além de assinar transações de duas localizações ao mesmo tempo.

### Contas conjuntas
A criação de contas conjuntas completamente automatizadas permite que um usuário forme qualquer tipo de parceria que ele quiser, seja um parceiro, a esposa, um amigo. Assim, todos os pagamentos devem ser aprovados em conjunto e se torna possível pargar endereços simultâneos.

### Escambo e Trocas
Com o BlackHalo é possível trocar ouro por prata, milho por arroz, ovelha por gado. Criar um contrato de trabalho com bitcoin ou blackcoin, para uma forma de escambo com países diferentes. 1.000 quilos de café do Quênia em troca de 50.000 quilos de açúcar do Panamá, é uma possibilidade. Os depósitos, de valor igual ou superior, são garantia de que nenhum jogo sujo possa acontecer em qualquer uma das partes. Se algo incoerente ocorrer, como o café vir intacto, mas os sacos de açúcar chegarem cheios de rochas. Esta situação invalidaria o contrato e ambas as partes perderiam seus depósitos. É importante dizer também que, com relação a contratos inquebráveis, o tempo de entrega pode ser em datas diferentes porque os contratos precisam ser honrados e acordos de longo termo podem estar aptos a essa característica.

### Email descentralizado e email encriptado
O BlackHalo tem duas opções de envio de mensagem e ambos são efetivos e privados. Um deles é o Bitmesssage, que oferece a oportunidade de todos os pares uma forma de se comunicarem sem um servidor. A outra opção é a de usar um servidor de email existente como o Gmail, Hotmail ou outra conta de email qualquer para receber ordens do mercado e negociar.

## Características Futuras

### Cold Staking (em português, aposta fria)
Uma das maiores reclamações de ter que apostar moedas é que é necessário abrir a carteira para que isso possa ser feito. Usando uma variação do Envio de Dois Passos, é possível sincronizar computadores com localizações separadas. Isto faz com que a carteira do usuário possa apostar - mesmo que ela não esteja online, permitindo que o usuário tenha uma opção maior de segurança - especialmente para um grande amontoado de moedas.

### Templates
Desde que os mercados foram lançados na versão beta do BlackHalo, o time de desenvolvedores pretendem terminar os templates amigáveis aos usuários. Isso irá permitir a automação completa de todos os serviços que se pode prover no BlackHalo. Atualmente, apenas contratos customizados são permitidos. Uma vez que isso aconteça, qualquer pessoa mesmo que não esteja familiarizada com a ideia de criptomoedas será capaz de usar e entender o sistema.

### NightTrader
A primeira troca completamente descentralizada está a caminho. Sem moedas no meio, sem sites da web, ninguém tocará nos fundos de alguém exceto pelo por esse próprio alguém. Trocas centralizadas são notavelmente conhecidas por pegar os fundos de um usuário interrompendo completamente a confiança que as pessoas colocam nessa tecnologia. NightTrader é um template do BlackHalo para microtransações.

### Contratos em Python
Halo faz contratos inteligentes de qualquer tipo. Porém, para melhorar a automação desses contratos pode-se permitir pares em aceitarem e executarem código Python. Então, com toda certeza não existe limites para o quão complexo o contrato inteligente pode ser. Diferentemente do Etherium, isso não irá bloquear a blockchain e pode escalar indefinidamente. Além disso, não existe a definição de um protocolo com novas ideias criativas.

### Aumentos no preço, sem volatilidade
Um trabalho revolucionário que está sendo desenvolvido pela equipe do BlackHalo é uma moeda que tenha a habilidade de inflacionar e deflacionar. O grau de interesse seria controlado por meio de votos e assim, usuários podem crescer suas moedas de maneira estável, acabando com a era do infame "pump and dump" (em português, "bombear e descartar"). Isso irá permitir que um usuário possa vender suas reservas de ações, executar contratos avançados e ser seu próprio banco. Para a BlackCoin, a moeda irmã seria uma cerca estável, adicionando saúde à economia.

### Notário
É considerado também, a adição de um endereço notarial básico em todos os clientes Halo e a habilidade de provar a propriedade de qualquer documento. Essa seria uma ferramenta muito poderosa em situações reais do mundo que ainda precisam de contratos válidos. Isso tornaria o BlackHalo, um serviço ainda mais poderoso considerando que ele já o é devido aos contratos inteligentes.